# Bài cào
Bài cào hay còn gọi là ba cây là một kiểu chơi bài bằng một bộ bài tây. Có thể nói, đây là một trong những cách chơi đánh bài dân gian đơn giản nhất, nhanh nhất và phụ thuộc hoàn toàn vào yếu tố may rủi. Với 52 lá bài trong một bộ bài và mỗi người được chia 3 lá, một ván bài cào có thể có từ 2 đến 17 người chơi cùng lúc.

## Cách chơi
Có ba loại bài cào: Cào rùa, Cào cái và Cào thách
- Cào rùa: Chơi theo kiểu "nhất ăn tất". Mỗi nhà đặt cược một số tiền bằng nhau theo thỏa thuận ban đầu vào giữa bàn chơi. Sau khi chia bài xong, bài người nào cao điểm nhất thì sẽ ăn hết số tiền trên. Trường hợp có nhiều hơn một nhà đứng nhất thì số tiền đó sẽ chia theo đều cho số người thắng; hoặc chơi thêm một ván phụ, người nào cao điểm nhất ở ván sau sẽ ăn trọn số tiền trên.
- Cào cái: Một người sẽ làm "nhà cái". Những người chơi còn lại ("nhà con") sẽ đặt cược số tiền tùy thích trước mỗi ván chơi và phải công khai trên sòng. Các nhà con sẽ so bài với nhà cái; nếu điểm cao hơn nhà cái thì họ sẽ nhận số tiền bằng với số tiền cược, nếu thua thì sẽ mất toàn bộ số tiền đã đặt cược. Cách chơi này tương tự với Xì dách.
- Cào thách: vẫn là một ván bài cào rùa nhưng những người chơi có thể thách thức riêng với nhau xem ván này ai có nhiều điểm hơn thì thắng (số tiền cược này không phải số tiền cược của ván bài chính). Có thể hiểu đây là một ván bài nhỏ trong một ván bài lớn.

## Quy luật
Bài được một người đại diện chia cho từng người, mỗi người có ba lá. Nếu chơi cầm cái thì cái sẽ là người chia. Người chơi có thể xem bài của mình kín đáo hoặc công khai và tính điểm.
Cách tính điểm như sau:
- Các lá: 1, 2, 3, 4, 5, 6, 7, 8, 9, 10 mỗi lá có số điểm tương ứng con số đó.
- Các lá: J, Q, K mỗi lá tính mười điểm.

Điểm của người chơi trong mỗi ván là số lẻ của tổng điểm ba lá bài. Ví dụ, tổng ba lá là 27 điểm thì được 7 điểm (hay gọi là nút), 10 điểm thì được 0 điểm (gọi là bù). Trường hợp đặc biệt là ai sở hữu được cả ba lá bài J, Q, K bất kỳ thì thắng ngay ván đó không cần tính điểm (gọi là ba cào hoặc ba tiên).
Bài cào không quan tâm đến chất (cơ♥, rô♦, tép♣, bích♠) của mỗi lá bài. Ví dụ bộ ♥3, ♣4, ♠2 (9 nút) vẫn hòa với bộ ♦3, ♠4, ♣2.

## Cách chơi khác
Bài cào là tên gọi của người miền Nam, còn người Bắc sẽ gọi là ba cây. Cũng vẫn chơi theo 2 kiểu là "cầm chương" (tức cầm cái) và "nhất ăn tất". Tuy nhiên có sự khác nhau giữa bài cào và ba cây:
- Đối với bài ba cây, người ta chỉ sử dụng 36 lá từ quân Át đến quân 9 (bỏ các lá 10, J, Q, K ra khỏi bộ bài), điểm tương ứng từ 1 tới 9.
- Ở bài cào, 10 nút được xem là thấp nhất thì đối với bài ba cây, 10 nút là cao nhất. Trong bài ba cây, tổng điểm của 3 lá bài là 20 thì được tính là 10 (bài cào sẽ tính là bù).
- Nếu tổng điểm của 3 lá bài lớn hơn 10 thì sẽ trừ đi 10. Ví dụ bộ ♥A, ♣7, ♠3 tổng ba lá là 11 điểm thì được 1 điểm.

Cách phân thắng thua khi đồng điểm: Khi có nhiều nhà bằng nút với nhau thì sẽ so chất của các lá bài theo thứ tự rô♦ > cơ♥ > chuồn♣ > bích♠. Lưu ý rằng, ♦A là quân bài lớn nhất, gọi là át cụ; còn ♥A, ♣A và ♠A. vẫn tính là những lá nhỏ nhất. Ví dụ:
- Bộ ♠A, ♣7, ♦2 sẽ thắng bộ ♥3, ♣4, ♠3. Cả hai bộ đều bằng điểm nhau (10 nút), nhưng do có chất rô♦ nên bộ đầu tiên thắng.
- Bộ ♦A, ♣3, ♥6 sẽ thắng bộ ♠2, ♣2, ♦6 do ♦A > ♦6 (bộ ♦A, ♣3, ♥6 gọi là "10 át cụ").